# Код Гиас: Лелуш Воскресший
«Код Гиас: Лелуш воскресший» (яп. コードギアス 復活のルルーシュ Ко:до гиасу фуккацу но Руру:сю, Code Geass: Lelouch of the Re;surrection) — японский полнометражный анимационный фильм режиссёра Горо Танигути, являющийся продолжением двух аниме-сериалов Code Geass, выходивших с 2006 по 2008 годы. Фильм был показан в японских кинотеатрах 9 февраля 2019 года. В России фильм был лицензирован компанией «Ракета Релизинг» и демонстрировался в кинотеатрах с 18 июля 2019 года.

## Сюжет
С убийства императора Лелуша символом мятежа Зеро прошло два года. На планете царит мир. Однако во время визита в лагерь беженцев Наннали Британская и Зеро (Судзаку Куруруги) были схвачены террористами из государства Зилгстан. Для подтверждения этой информации Британия посылает в Зилгстан разведотряд. Тем временем С.С ищет врата Гиасса, чтобы восстановить сознание Лелуша, чьё ныне вокресшее, но бездумное тело было украдено Ширли и передано ей.

## В ролях
| Роль                       | Сэйю               |
| -------------------------- | ------------------ |
| Лелуш Ламперуж             | Дзюн Фукуяма       |
| C.C.                       | Юкана              |
| Судзаку Куруруги           | Такахиро Сакураи   |
| Шалио                      | Аюму Мурасэ        |
| Шестаал Фрогнер            | Нобунага Симадзаки |
| Белк Батум Битул           | Ватару Такаги      |
| Шамна                      | Кэйко Тода         |
| Волвона Фогнер             | Акио Оцука         |
| Нанналли ви Британия       | Каори Надзука      |
| Каллен Кодзуки (Стадтфилд) | Ами Косимидзу      |
| Ллойд Асплунд              | Тэцу Сиратори      |
| Саёко Синодзаки            | Сатоми Араи        |
| Корнелия ли Британия       | Дзюнко Минагава    |
| Джеремия Готтвальд         | Кэн Нарита         |
| Синъитиро Тамаки           | Нобуюки Хияма      |
| Шнайзель эль Британия      | Норихидо Иноуэ     |

## Восприятие
Ричард Эйзенбайс из Anime News Network обратил внимание, что несмотря на то, что Лелуш «воскресает» после своей смерти в конце второго сезона сериала, остаётся заметным влияние его смерти на сюжет и характер Лелуша. Ричард отрицательно оценивает графику фильма, за исключением проработанных боевых сцен с участием мех. Кроме того, рецензент негативно воспринимает заключительную музыкальную тему, которая, как он говорит, «мешает эмоциональной кульминации фильма». В целом Ричард называет фильм «странным», заявив, что в предшествовавших фильму сериалах уже раскрыты все темы, а сюжетные линии подошли к логическому завершению.